# Estética japonesa

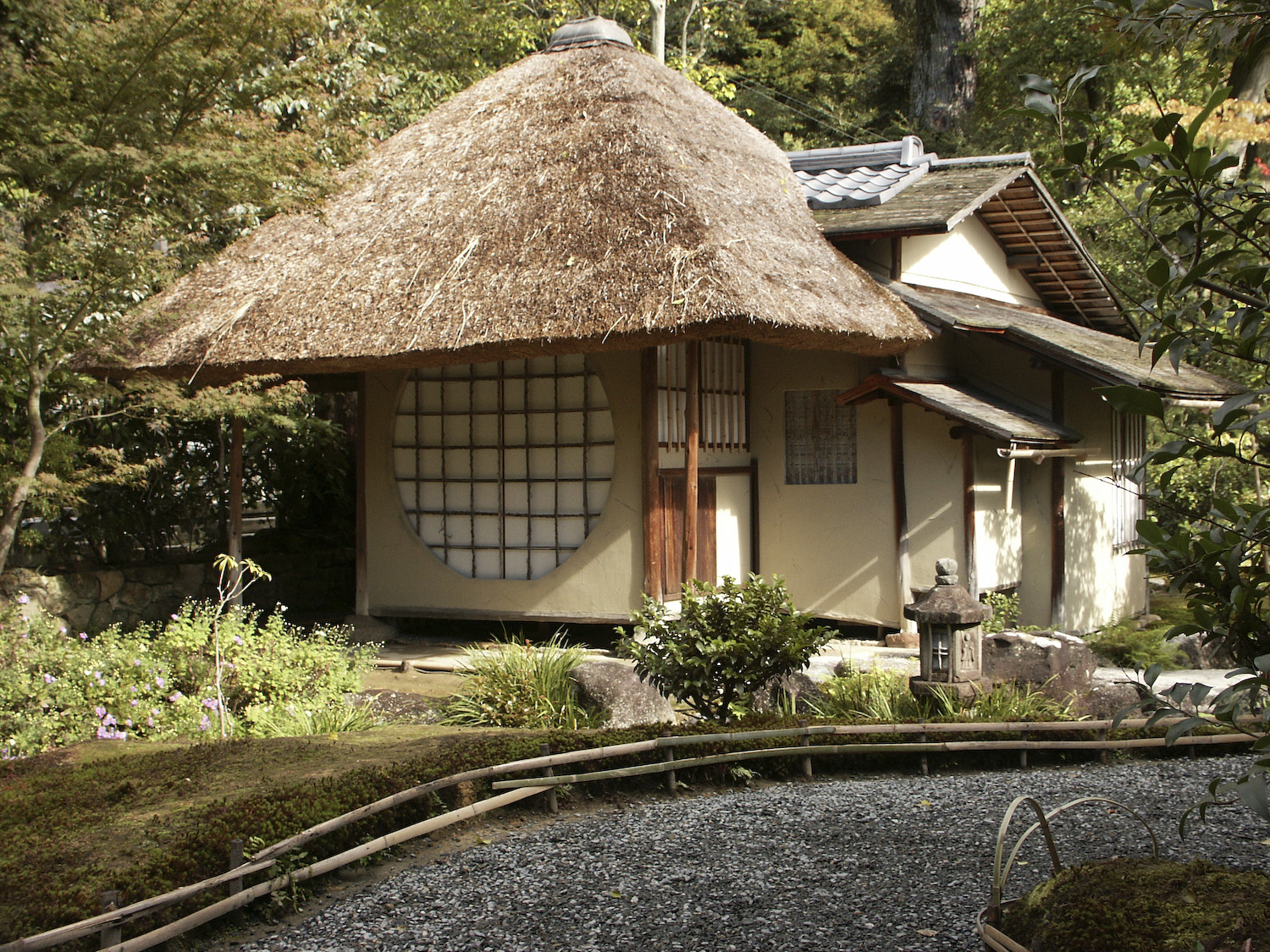
Uma casa de chá em Kyoto, utilizando a estética wabi-sabi.

O estudo moderno da estética japonesa foi iniciado há não mais de duzentos anos no Ocidente. A estética japonesa é um conjunto de ideais clássicos que incluem o simples (わび, wabi), a pátina (さび, sabi), e o misterioso (幽玄, yūgen). Esses ideais, assim como os outros, sustentam muitas das normas culturais e estéticas japonesas que ditam o que é considerado ser belo e ter gosto (no sentido sociológico). Assim, ao passo que é visto como filosofia na civilização ocidental, o conceito de estética é visto no Japão como parte integrante do dia a dia. A estética japonesa atual contém uma variedade de ideais, desde tradicionais ou modernos a importados de outras culturas.

## Xintoísmo e budismo
O xintoísmo é considerado a fonte da cultura japonesa. Com sua ênfase na totalidade da natureza e do caráter na ética, bem como sua celebração da paisagem, o xintoísmo dá o tom para a estética japonesa. Todavia, os ideais estéticos japoneses são mais influenciados pelo budismo. Na tradição budista, todas as coisas são consideradas estarem ora em estado de evolução, ora em dissolução ao nada. No entanto, esse “nada” não é um espaço vazio, e sim um espaço de potencialidade. Analogamente, se um mar representa o potencial, então cada coisa é uma onda, que dele surge e a ele retorna. Não há ondas que durem para sempre. Em ponto algum uma onda é dada como completa, nem mesmo em sua maior crista. A natureza é vista como um todo dinâmico que deve ser admirado e apreciado. Essa apreciação da natureza foi fundamental não apenas para muitos ideais estéticos japoneses mas também para vários outros elementos culturais. Assim sendo, a noção de “arte” (ou de seu equivalente conceitual) difere-se das tradições ocidentais.

## Wabi-sabi

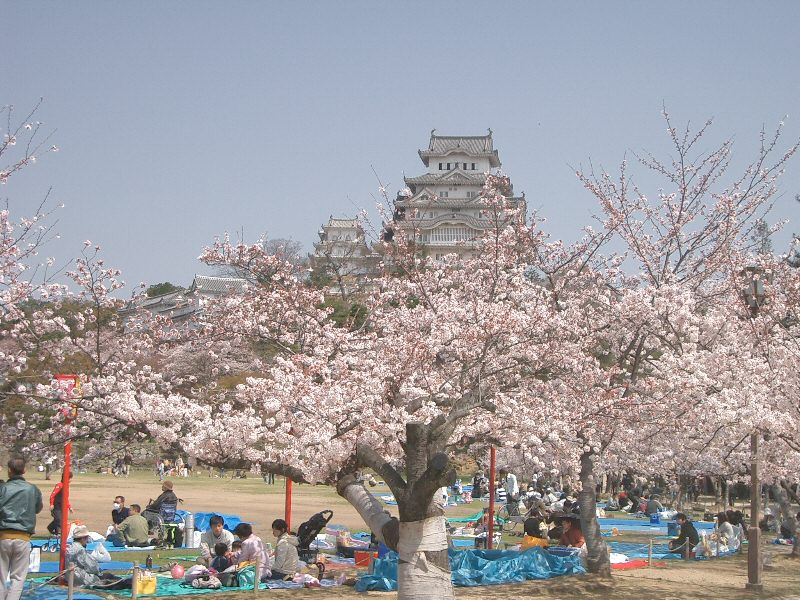
Festas de no Castelo de Himeji.

Os termos wabi e sabi referem-se a uma abordagem consciente da vida cotidiana. Ao passar do tempo, seus significados se sobrepuseram e convergiram até serem unificados em wabi-sabi, a estética definida como a beleza das coisas “imperfeitas, impermanentes e incompletas”. As coisas em crescimento ou em decadência, por assim dizer, são mais inerentes ao wabi-sabi do que as coisas em seu ápice, pelo fato da primeira estar em maior transição. Essas coisas transitórias deixam sinais de suas vindas e sua idas, considerados belos. Nisto, a beleza é um estado alterado da consciência, e pode ver vista no mundano e simples. Os sinais da natureza podem ser sutis a ponto de ser necessário uma mente calma e um olhar refinado para distingui-los. Na filosofia zen, há sete princípios estéticos para se chegar ao wabi-sabi:

Fukinsei: assimetria, irregularidade;
Kanso: simplicidade;
Koko: minimalismo;
Shizen: sem pretensão, natural;
Yugen: beleza sutilmente profunda, não óbvio;
Datsuzoku: ilimitado por convenção alguma, livre;
Seijaku: tranquilo, ameno.

Cada um destes princípios pode ser encontrado na natureza, mas pode implicar em virtudes do caráter humano e comportamento apropriado. Isso, por sua vez, sugere que a virtude e a civilidade podem ser insinuados através da apreciação das artes, bem como em sua prática. Assim, os ideais estéticos têm uma conotação ética e permeiam grande parte da cultura japonesa.

## Miyabi

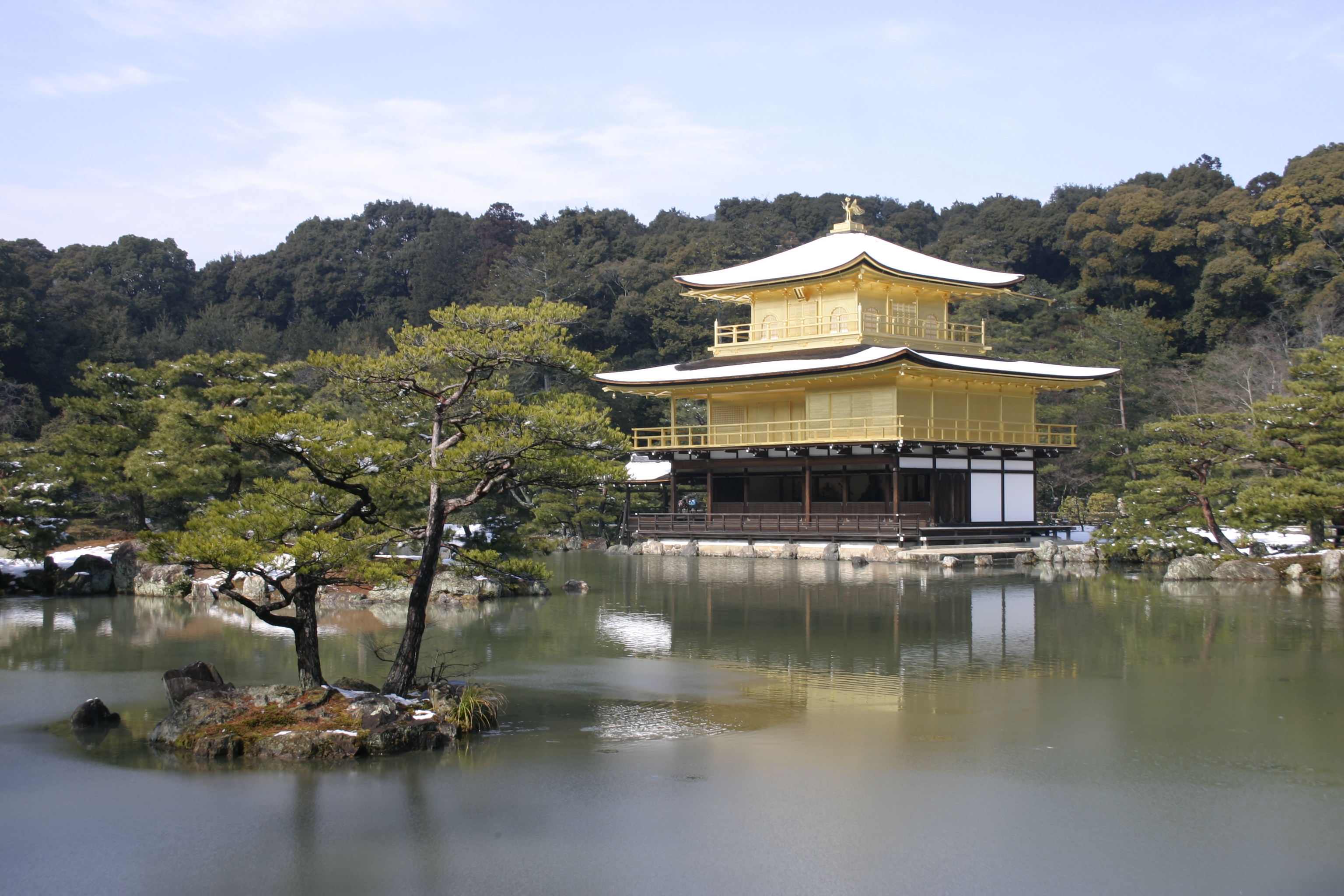
O

O miyabi (雅) é um dos ideais tradicionais mais antigos, embora nem sempre seja tão predominante como o iki ou o wabi-sabi. No japonês moderno, o termo é geralmente traduzido como “elegância”, “refinamento”, “cortesia” e, mais raramente, “mágoa”.
O ideal aristocrático do miyabi culminou no extermínio de tudo que era considerado absurdo ou vulgar: “o polimento das maneiras, do dizer e dos sentimentos para não só eliminar toda imperfeição e crueldade, como para alcançar a mais pura beleza”. O miyabi expressou a tamanha sensitividade à beleza, marca registrada do período Heian. É muitas vezes ligado estreitamente à noção de mono-no-aware (物の哀れ), a consciência da transitoriedade das coisas, e assim pensava-se que as coisas em declínio apresentavam um grande senso de miyabi.

## Iki
O iki (いき) é um ideal estético tradicional. Acredita-se que sua formação deu-se pela classe mercantil de Edo no período Tokugawa. O iki é uma expressão de simplicidade, sofisticação, espontaneidade e originalidade. É efêmero, direto, medido e inconsciente, embora não totalmente refinado, pretensioso e complicado. Esse termo é geralmente usado na cultura japonesa para descrever qualidades esteticamente atraentes; quando aplicado a uma pessoa, constitui um importante elogio. O iki não pode ser encontrado na natureza. Embora seja semelhante ao wabi-sabi na medida em que ignora a perfeição, iki é um termo amplo, que engloba várias características relacionadas ao refinamento com talento. A manifestação elegante da sensualidade pode ser considerada iki. Etimologicamente, uma de suas raízes significa “puro” e “inalterado”. No entanto, seu significado também carrega uma conotação de ter desejo pela vida.